# NGC 816
NGC 816 је галаксија у сазвежђу Троугао која се налази на NGC листи објеката дубоког неба.
Деклинација објекта је + 29° 15' 23" а ректасцензија 2h 8m 8,8s. Привидна величина (магнитуда) објекта NGC 816 износи 14,2 а фотографска магнитуда 15,2. NGC 816 је још познат и под ознакама CGCG 504-16, NPM1G +29.0076, KUG 0205+290, PGC 8152.